# Folk Art Center
Le Folk Art Center est un musée des États-Unis, situé à Asheville, dans l'État de Caroline du Nord.

## Historique
Ouvert au public à son emplacement actuel en 1980, le Folk Art Center comprend trois galeries, une bibliothèque et un auditorium. Il abrite également le Eastern National bookstore and information center.